# 西方哲学史
西方哲学的历史通常分为三大时期：古代、中世纪、和近代。古代时期到罗马的陷落为止，包括希腊哲学家比如柏拉图。中世纪大致到十五世纪晚期和文艺复兴为止。近代大约指从十六世纪晚期至十九世纪早期。当代哲学包括自十九世纪后半叶、二十世纪以来的哲学。

## 古代哲学
西方哲学一般被认为始于米利都的泰勒斯，他活跃于公元前585年左右，并提出了“水是万物之源”这个命题。这个命题的重要性不在于它的正确与否而是它提出了这样一个问题：万物是由什么构成的？他最著名的学生有阿那克西曼德和阿那克西美尼。
之后几个世纪中出现了其它的思想家及其学派，其中最重要的有：
- 赫拉克利特：自然具有流动、无常的本性。（人不能踏入同一条河流两次。）
- 阿那克萨哥拉：现实世界的有序性是由精神所掌控的。
- 德谟克利特：世界是由无数互相作用的粒子所构成的。
- 巴门尼德：万物是同一的，运动是不可能的。
- 辯士学派：真理在于雄辩，而不在于其内在的正确与否。

这段时期的哲学发展最后聚集到古希腊最大的城市：雅典。有大量关于雅典文化是如何激励了哲学的发展的探讨，其中一种流行的理论认为主要原因是雅典拥有直接民主。在柏拉图的著作中人们发现以诡辩和争论为基础的智者学派地位很高，他们的授课保证了良好的收入来源。另一个证据是雄辩家对雅典史具有极大的影响，甚至导致了雅典文化的失败。另外一种理论认为哲学探讨在雅典的流行是由于当时的奴隶制度。由于劳动力主要由奴隶构成，这样自由民和贵族们就能从劳作和生产活动中解放出来。他们有闲暇自由地去参与雅典广场上的集会，花费大量时间用于辩论那些流行的哲学问题。为了影响雅典集会从而获得地位和财富，人们开始学习钻研雄辩的技术。由于赢得辩论的种种好处，辩论的主题和方法获得了极大的发展。不幸的是，这种发展最终导致了诡辩术的流行，结果导致雅典的沦陷。
将古希腊哲学转变为一门统一、持续的学科的关键人物是苏格拉底。他曾在一些智者门下学习，之后他生命中的绝大部分时间都用于和雅典城中每一个人谈话，和他们讨论各式各样的问题，尤其是道德问题，例如公正和真理。但他一点也不关心物理世界，因为他觉得从树木和石头那里学不到什么。他没有著述，但激励了众多门徒，他在晚年时候遭到人们的敌视，尽管他的人格受人尊敬。他在道德问题上的诡辩和哲学思考使人们相信他对神明不敬，败坏雅典青年的品行。公元前399年被法律判决处死。
苏格拉底最著名的学生是柏拉图，他用他老师研究问题的方法写下了一系列哲学对话。他早期的对话录中仍带有苏格拉底的不确定性风格，后来发展出他独立的形而上学和伦理学体系去解决问题，这时他的核心思想是理念论，晚期他更关注于直接的伦理问题。在他最著名的作品《理想国》中，他攻击民主体制，认为这是导致伯罗奔尼撒战争败北的主要原因。他建立了雅典的學院，培养了大量的思想家，其中包括他最著名的学生亚里士多德。亚里士多德最有影响力的学说是他的形而上学和逻辑学，他也是第一个描述了三段论的哲学家。

## 中世纪哲学
中世纪哲学一般称为经院哲学，其目的是为了调和宗教与哲学，一般认为它始于圣·奥古斯丁。柏拉图的哲学在这一时期获得了卓越的地位，而亚里士多德被认定为异端。12世纪的阿奎那致力于利用亚里士多德的哲学服务基督教，但对亚里士多德的研究没有促进哲学思想的发展，却使他学说中很多物理学上的谬误变得根深蒂固。由于宗教获得了统治地位，所以哲学主要研究上帝的本性，关于上帝的存在性论证成了当时最受关注的问题。
阿奎那的哲学体系试图通过宇宙的合理性来论证上帝的存在。他的论据是由于所有事物的存在都有它的原因，那么就必须有一个最原初的、不受任何其它事物所影响的原因，而这个最初的原因就是上帝。他用这一论据进而论证上帝的神性，所有的事物都有其神性，而每一个事物的原因必然具有更高的神性，所以最原初的动因，也就是上帝具有最高的神性。相类似地，他以此证明上帝的力量与独特。
另一个本体论上的关于上帝存在的论据是由安瑟伦提出的。他认为从根本上来说上帝拥有所有可能的善，既然存在本身就是一种善，那么上帝就拥有这一特性，所以上帝存在。这一论据以不同的方式被从笛卡尔开始之后的哲学家所引用。
中世纪的其他重要哲学家有彼得·阿伯拉和邓斯·司各脱。由于宗教改革和文艺复兴，经院哲学遭到严峻的挑战并最终衰落下来。

## 近代哲学
在文艺复兴的后期，对宗教的怀疑和批判声日益频繁，关注现实、运用理性的作品已经开始涌现。近代哲学的主要特征是反对专制、集权，要求思想的解放，反对控制，要求自由。这种思潮影响了之后几个世纪，一般近代哲学的划分到黑格尔或19世纪上半叶为止。
这个时期的哲学可以以伊拉斯谟、马基雅维利、培根、伽利略等人为代表的人文主义和经验主义取代传统的经院哲学为最早的开端。17世纪哲学要求人们基于理性、怀疑、逻辑、公理之上进行哲学的重建，这些理念在笛卡尔、帕斯卡、霍布斯的著作中得到了最大程度的反映。人们开始将宗教信仰融合到各自的哲学体系之中，通过融合物质观点的二元论，来迎接无神论和其它信仰的挑战，贝克莱和斯宾诺莎则从不同方面扩展了神是唯一本质的一元论。
17世纪后期至18世纪的启蒙时代诞生了许多伟大的思想家，如洛克、伏尔泰、狄德罗、卢梭。以牛顿为代表的自然哲学，孟德斯鸠等为代表的政治哲学，斯密为代表的经济学等各种思潮流行开来，最后到康德画上启蒙运动的句号。
通过笛卡尔对知识如何可能的追问，认识论从17世纪开始一直是哲学的主要问题之一。对这个问题的不同回答发展出以英国经验主义和欧洲大陆唯理主义两条不同的路线。康德对休谟怀疑主义的批判发展出之后由费希特、谢林所发展，归结于黑格尔的德国唯心主义。

## 19世纪哲学
- 欧陆哲学：唯理主义、唯心主义
- 英美哲学：功利主义、经验主义

## 当代哲学
从19世纪哲学开始，哲学就面对着众多领域的挑战。新的社会、政治、经济、科学、逻辑问题的产生，传统的关于知识基础、确定性的丧失等多方面的冲突使哲学走向多元化，要求对过去的知识体系从各个方面进行修正。当代哲学的先驱者有叔本华、克尔凯郭尔、弗洛伊德、尼采、马赫、杜威等等。以罗素、维特根斯坦为代表的分析哲学；以胡塞尔的现象学为基础，萨特、海德格尔为代表的存在主义；以福柯、德里达为代表的后现代主义等等成为当代哲学的主要流派。